# San Raimundo
San Raimundo, o anche San Raymundo, è un comune del Guatemala facente parte del dipartimento di Guatemala.